# Коги (язык)
Коги (Cágaba, Coghui, Cogui, Kagaba, Kaggaba, Kogi, Kogui) — чибчанский язык, на котором говорит народ когис, проживающий на северных, восточных и западных склонах изолированного горного массива Сьерра-Невада-де-Санта-Марта в Колумбии. Почти все коги одноязычны и поддерживают единственную непокорённую цивилизацию Анд.